# Prosopometamorfòpsia
La prosopometamorfòpsia o PMO (també coneguda com a síndrome d'Alícia al país de les meravelles) és un trastorn visual caracteritzat per alteracions de la percepció de les cares. Les característiques facials es distorsionen de diverses maneres, com ara caigudes, inflors, decoloració i canvis de posició. És diferent de la prosopagnòsia, que es caracteritza per la incapacitat de reconèixer cares. A la literatura científica s'han reportat uns 75 casos. En aproximadament la meitat dels casos reportats, els trets dels dos costats de la cara semblen distorsionats. En l'altra meitat dels casos, les distorsions es restringeixen a un costat de la cara (esquerra o dreta) i aquesta condició s'anomena hemi-prosopometamorfòpsia.

## Presentació
En general, les cares tendeixen a semblar distorsionades per a una persona afectada per aquesta condició. Els que pateixen aquesta condició són capaços de reconèixer cares amb normalitat, però els perceben com estranyament desfigurats. Aquestes al·lucinacions facials solen descriure's com a lletges i tenen ulls i dents prominents. Alguns han descrit que les cares tenen una qualitat de dibuixos animats. S'ha conegut que les cares es perceben com a distorsionades i amb trets desplaçats. Per exemple, un pacient va descriure que la cara d'una persona tenia el nas desviat cap al costat, la boca estirada en diagonal i una cella més alta que l'altra. La prosopometamorfòpsia pot implicar percepcions de tota la cara o només d'un costat de la cara (generalment després d'un dany a l'hemisferi dret).

## Causes
La causa definitiva de la prosopometamorfòpsia encara es desconeix. No obstant això, s'han expressat diverses teories potencials a la literatura en aquesta àrea. En general, aquesta condició s'ha associat amb danys o anomalies en diverses àrees cerebrals (lòbuls temporals, occipitals, parietals i frontals). S'ha registrat també que el seu desenvolupament és una manifestació d'epilèpsia en alguns casos. La hiperactivitat al nucli o a les zones facials distribuïdes (sense lesions) pot estar relacionada amb la causa.
Els estudis d'imatge funcional en humans han identificat una regió específica en el gir fusiforme que es posa en marxa de manera selectiva en resposta a estímuls relacionats amb cares, coneguda com l'àrea de la cara fusiforme (FFA). A més, una altra àrea del cervell que es posa en marxa en resposta a estímuls facials és el solc temporal superior (STS). Aquesta regió del cervell és particularment activa quan s'ha d'interpretar expressions facials, especialment els detalls expressius que es troben al voltant dels ulls. Per tant, s'ha plantejat la hipòtesi que les distorsions registrades, amb una percepció augmentada dels ulls (una característica comuna en les percepcions facials), estan més relacionades amb l'increment de l'activitat dins del STS, que processa detalls expressius, en lloc de la zona fusiforme de la cara.
Altres estudis, però, han trobat que l'estimulació de les regions selectives de la cara posterior i mig fusiforme en un pacient amb epilèpsia resistent als medicaments va donar lloc a percepcions coherents amb les de les metamorfosis facials (el pacient va assenyalar que la cara de l'experimentador va començar a caure). Aquest estudi va trobar que les distorsions percebudes es correlacionen amb els canvis de senyal en la FFA del pacient, i no en la STS.

## Diagnòstic

### Classificació
La prosopometamorfòpsia es considera una al·lucinació facial i s'inclou sota el paraigua de les al·lucinacions visuals complexes. A diferència d'altres formes d'al·lucinacions com l'al·lucinosi peduncular la síndrome de Charles Bonnet, no predomina en un moment concret del dia; és una experiència constant. Tanmateix, els pacients amb síndrome de Charles Bonnet han observat descripcions de prosopometamorfòpsia. Aquesta forma de distorsió perceptiva juntament amb d'altres com la macropsia i la micropsia (alteració de la mida percebuda de l'objecte) i la palinopia (varietats espacials i temporals i poliopia) es classifiquen dins la categoria anomenada metamorfòpsia. Aquestes distorsions facials es poden produir tant a percepcions al·lucinades com a percepcions veritables (no al·lucinades).  S'atribueix a canvis estructurals del cervell o trastorns funcionals com l'epilèpsia, la migranya o les malalties oculars.

## Tractament
S'ha registrat que els antidepressius com el citalopram i l'antipsicòtic quetiapina no poden facilitar millores d'aquests símptomes. L'àcid valproic es va utilitzar inicialment per tractar una dona que va al·lucinar cares semblants al drac i això va alleujar completament els seus símptomes, però, va desenvolupar al·lucinacions auditives com a efecte secundari. Posteriorment, se li va prescriure rivastigmina, que va reduir les al·lucinacions auditives i va reduir els seus símptomes visuals.
La dona de 75 anys de l'estudi anterior va ser tractada amb infusió intravenosa d'heparina i cumadització durant un període de 10 dies que va permetre alleujar els seus símptomes visuals gairebé al complet. El tipus de tractament pot variar segons la causa de les distorsions facials.

## Estudis de casos
Un estudi va informar d'una dona de 24 anys que va desenvolupar prosopometamorfòpsia després d'un part. En un primer moment, va desenvolupar migranyes severes i visió borrosa principalment al seu hemicamp visual dret i estava en un estat confús. Les alteracions visuals van persistir molt després que la migranya hagués disminuït unes quantes hores després. Va descriure la meitat esquerra de les cares de la gent com "fora de lloc" i veuria aquestes distorsions independentment de si les cares eren familiars o desconegudes. Tot i això, va poder visualitzar les cares de persones conegudes a la seva ment sense les distorsions. A més, tampoc va informar haver percebut distorsions en estímuls diferents de les cares i va demostrar els mateixos patrons un any després de les primeres avaluacions. Es va descobrir que aquesta dona tenia una lesió de l'hemisferi esquerre que va provocar distorsions de la meitat esquerra de les cares a les quals estava exposada. L'aspecte unilateral del defecte suggereix que les primeres etapes del processament de la cara es produeixen en mecanismes paral·lels als dos hemisferis i que l'⁣hemisferi dret integra la informació que dona lloc a una representació de la cara unitària.
Un altre estudi va examinar una dona de 75 anys que va patir un inici sobtat de nàusees, marejos i visió borrosa. La part central de les cares, especialment el nas i la boca, es va descriure com a fora de forma. Va afirmar que els nassos semblaven estrets i allargats cap a la boca, que semblava petita i arrodonida, independentment de si les cares li eren familiars o no. Es va trobar que no tenia cap altre deteriorament en les seves actuacions visuoperceptuals, ni tampoc tenia cap deteriorament cognitiu o psiquiàtric. Una ressonància magnètica cerebral ponderada en T2 va revelar un infart al lòbul temporooccipital medial dret inclòs el gir parahipocampal (complement de la FFA).
Una dona de 52 anys va patir una història de tota la vida de veure cares transformar-se en cares semblants a dracs i va denunciar al·lucinar cares similars diverses vegades al dia. Inicialment, reconeixeria les cares reals, però al cap d'un temps es tornarien negres, li van créixer orelles llargues i punxegudes i un musell que sobresurt, mostraven una pell semblant a un rèptil i tenien grans ulls sortints de colors brillants. Veia aquestes cares s'acostaven diverses vegades al dia des d'objectes com endolls elèctrics. També ha tingut aquestes al·lucinacions a les fosques. Anteriorment, havia patit mals de cap recurrents, al·lucinacions de pas (per veure moviments a la cantonada dels ulls) i zoòpsia (va veure grans formigues arrossegant-se per les seves mans). Una ressonància magnètica del cervell va mostrar anomalies menors de la matèria blanca a prop del nucli lentiforme i al centre semioval. Les percepcions visuals que havia experimentat es van atribuir a una activitat electrofisiològica inusual a les regions del cervell especialitzades per a la cara i el color de l'escorça occipitotemporal ventral.
Una dona de 44 anys va comunicar que recentment havia començat a experimentar distorsions facials. Va percebre que els rostres de les persones es transformaven, adquirint una aparença similar a caricatures, i aquesta percepció es va anar agreujant amb el temps. Tot i tenir antecedents d'epilèpsia en la seva infància i haver patit una commoció cerebral alguns anys abans, no es van trobar evidències mèdiques de convulsions durant les distorsions. De tant en tant, també va experimentar una visió pixelada, similar a la imatge d'una televisió sense senyal. Va assenyalar que aquests símptomes es manifestaven diverses vegades a la setmana, i cada episodi tenia una durada variable, oscil·lant des de minuts fins a hores.